# Festival Música Nova
O Festival Música Nova "Gilberto Mendes"  é um evento internacional e anual de música contemporânea idealizado por Gilberto Mendes (Santos, 1922-2016) e realizado desde 1962 em Santos. 
Já foi produzido simultaneamente nas cidades de Santos e São Paulo (desde 1985), além de concertos em Ribeirão Preto e Campinas (desde 1992). Além de Gilberto Mendes, outros compositores dividiram a direção artística do FMN, como Rodolfo Coelho de Souza, Eduardo Guimarães Álvares, José Augusto Mannis e Rubens Russomanno Ricciardi. Desde 2012, sob direção artística de Rubens Russomanno Ricciardi e Lucas Eduardo da Silva Galon, o Festival Música Nova "Gilberto Mendes" vem sendo realizado pelo Departamento de Música da FFCLRP-USP, por meio de seu Núcleo de Pesquisa em Ciências da Performance (NAP-CIPEM), em parceria com o SESC-SP, com concertos e cursos no Campus da USP de Ribeirão Preto, no Auditório da FDRP-USP e na Sala de Concertos da Tulha, bem como na unidade do SESC em Ribeirão Preto e no Theatro Pedro II.